# Ralf Altmeyer
Pour les articles homonymes, voir Altmeyer.
Ralf M. Altmeyer est un virologue allemand, directeur général de l’Institut Pasteur de Shanghai, institut de recherche créé en 2004 par l’Académie des Sciences de Chine, l’Institut Pasteur et la Municipalité de Shanghai.

## Biographie
Ralf Altmeyer a accompli ses études pré-doctorales à l’Université d’État de New York à Stony Brook, et est titulaire d’un doctorat (1994) de l’Institut Pasteur à Paris, où il a également effectué sa thèse postdoctorale sur la neuropathogenèse des infections liées au VIH (1996).
Ses domaines de recherche incluent les maladies respiratoires (SRAS), l’hépatite C, le VIH ; ses travaux sont focalisés sur les stratégies thérapeutiques anti-infectieuses. Il est titulaire de l’habilitation à diriger des recherches.
Durant ses quinze années de carrière à l’Institut Pasteur, tant au siège qu’au sein du réseau international, Ralf Altmeyer a exercé différentes fonctions managériales, incluant le poste de Directeur Général du Centre de Recherche Université de Hong Kong – Pasteur. De 2003 à 2006, Ralf Altmeyer a été l’architecte de la restructuration du Centre et de l’établissement de sa nouvelle stratégie.
Il a quitté l’Institut Pasteur en 2006 pour devenir Président de CombinatoRx-Singapore, filiale de CombinatoRx (NASDAQ:CRXX) spécialisée dans les maladies infectieuses, établie en 2005 en collaboration avec Bio*One Capital à Singapour. Ralf Altmeyer a quitté CombinatoRx-Singapore durant l’été 2009, à la suite de l'acquisition de la société par Forma Therapeutics.
Ralf Altmeyer est également Professeur Associé de l’université Griffith en Australie. Il est le père de deux filles, Laura Altmeyer et Ämilia Maï Altmeyer.